# Ezra Tsegaye
Ezra Tsegaye (Asmara, Eritrea, 25 de març de 1976) és un dissenyador gràfic, guionista, artista de còmics i director de cinema de Berlín.

## Biografia
Ezra Tsegaye va néixer durant la Guerra d'Independència d'Eritrea contra Etiòpia. La seva mare es va traslladar amb ell a Alemanya el 1979, on es va convertir en ciutadana alemanya. De 1988 a 1992 va assistir a la Friedendsburg Comprehensive School de Berlín. Aquí va començar a desenvolupar-se el seu talent per dibuixar; va escriure els seus primers contes còmics i va treballar com a il·lustrador al diari de l'escola.
Després de l'escola, va treballar en una sucursal de la cadena de lloguer de vídeos Videodrom i va aprofitar el temps per adquirir un ampli coneixement cinematogràfic. Això també va donar lloc a la seva preferència per les pel·lícules dels gèneres de terror i acció. L'any 1999, va sol·licitar una feina com a dibuixant de còmics amb un CD multimèdia fet a l'aleshores "Kindercampus", que produïa llocs web per a nens, i va ser contractat com a dissenyador gràfic. L'any 2003 es va convertir en un autònom com a dissenyador gràfic i dibuixant de guions (inclosos per a Dr. Alemán, The International i diversos episodis de Tatort) i des de llavors ha treballat en aquests papers per a diverses produccions de cinema, sèries i altres televisió internacionals i nacionals.
Amb el suport d'aquestes experiències, Ezra Tsegaye va començar els seus primers experiments cinematogràfics (Big Johnson, Attack of the radioaktive Mutant from outer Space) amb Super-8. Des del principi va combinar el cinema d'imatge real amb elements de còmic dibuixats i animats. Juntament amb altres, va iniciar el projecte de còmic "Turmspringer", per al qual va dibuixar i més tard va animar la primera part "Turmspringer 01", i així va crear el primer còmic de moviment alemany, que es va projectar a la Berlinale l'any 2007. Un altre pas important per ell va ser treballar en el projecte de finançament independent per a la primera pel·lícula d'acció alemanya en 3D Night tale 3D. Tot i que la pel·lícula no va sortir de la fase de projecte per raons financeres, la Fraunhofer-Gesellschaft va utilitzar el metratge per a treballs de recerca en el camp 3D a causa de la seva excel·lent qualitat visual. També durant aquest temps, es van crear contes infantils interactius (Little Ezra's Tales for Kids) en col·laboració amb Jörg Olvermann. En els anys següents, Ezra Tsegaye va produir diversos curtmetratges que es van mostrar en festivals de cinema i van rebre múltiples nominacions i premis. L'any 2016, Ezra Tsegaye, juntament amb el productor independent Sebastian Wolf, van començar a treballar i produir el seu primer llargmetratge, la comèdia de terror Skin Creepers, amb els actors coneguts Nicolás Artajo, Dieter Landuris, Barbara Prakopenka, Thomas Schmuckert, Sesede Terziyan, Annika Strauss, Mai Duong Kieu) i l’estrella eròtica (Micaela Schäfer) gewonnen werden konnten.

## Filmografia
- 2006: Turmspringer, curtmetratge, 19 minuts[3]
- 2006: Die Gejagten, teaser concepte, 8 minuts, 35 mm, Co-director
- 2007: House of fear, curtmetratge, 6 minuts, 35 mm
- 2013: Brennpunkt Berlin, curtmetratge, 4.40 minuts
- 2013: Big Shoes, curtmetratge, 6 minuts – 4 premis i 2 nominacions al 48h Film Project
- 2013: Therapy, curtmetratge, 1.50 minuts
- 2014: Der letzte Auftrag, curtmetratge, 5.17 minuts – 2 premis i 5 nominacions al 48h Film Project
- Leb(los), curtmetratge, 1.50 minuts
- 2015: Give me the night - Shane D. feat. Jasmine Thomas, vídeo musical, 3.03 minuts
- 2015: Tell me - Shane Desert, vídeo musical, 3,20 minuts
- 2015: Casting des Todes (Casting of death), curtmetratge, 17 minuts– Premi a la millor actriu (Micaela Schäfer), millor curtmetratge, millor director, millor fotografia a LA Horror Competitions[4][5]
- 2018: Skin Creepers
- 2018: Don't Lose Your Face, curtmetratge, 7 minuts
- 2024: Monster on a Plane

## Premis
- 2004: premi de disseny de comunicació IF per Cedy’s world
- 2006: Valoració valuosa Filmbewertungsstelle Wiesbaden per Der Turmspringer
- 2015: LA Horror Horror Competit.ons
- 2015: Night Terrors Film Festival